# Сан-Рафаель
Сан-Рафае́ль (ісп. San Rafael) — місто в центрі провінції Мендоса в Аргентині, адміністративний центр департаменту Сан-Рафаель. Засноване 2 квітня 1805 року. За переписом населення Аргентини 2010 року кількість мешканців становила 118 009 осіб. 

## Історія

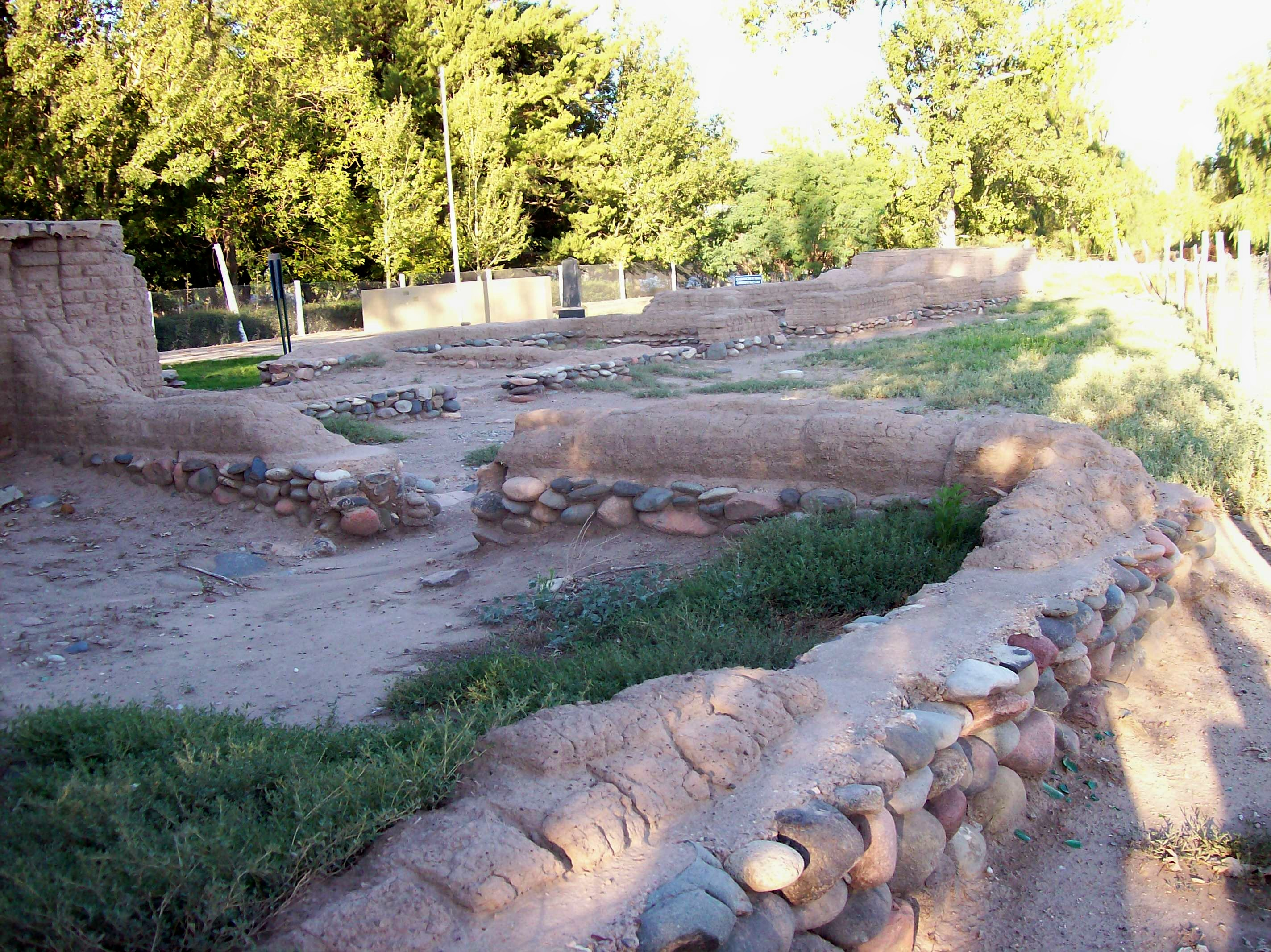
Фортеця

Перші людські поселення у місцевості, де зараз знаходиться Сан-Рафаель, з'явилися близько 25 тисяч років тому. Між 1450 і 1550 роками сюди прийшли інки, знайдено понад сто їх кам'яних будинків.
1550 року з прибуттям європейців традиційний побут корінних племен було зруйновано. Іспанці почали засновувати власні міста і потіснили індіанців з насиджених місць. У той же час, з 1650 року розпочався процес арауканізації, завдяки якому до кінця XVII ст. у цій місцевості залишилися лише племена мапуче.

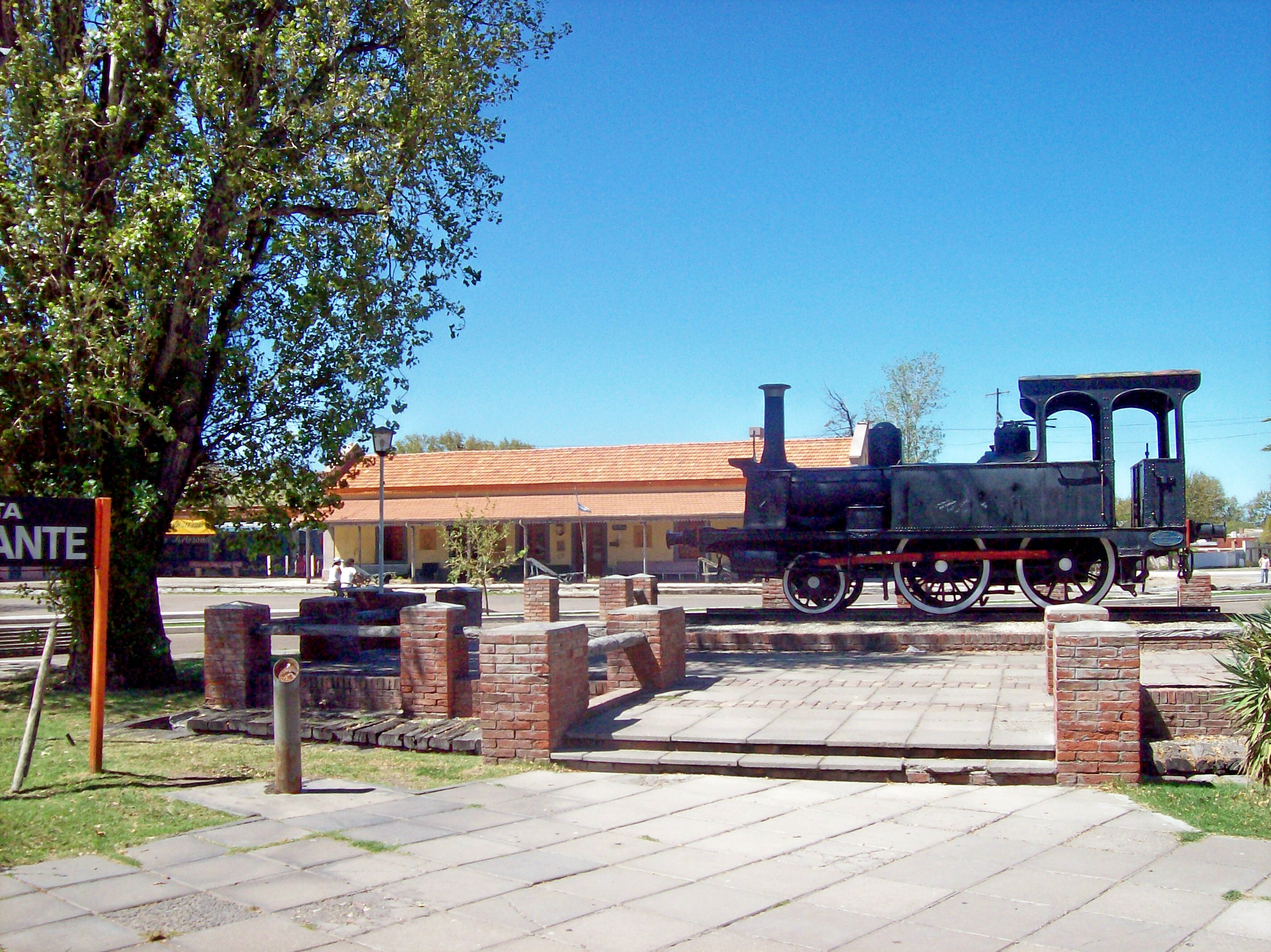
Колишня залізнична станція

2 квітня 1805 року біля місця злиття річок Атуель і Діаманте було розпочато спорудження фортеці Сан-Рафаель-дель-Діаманте (ісп. San Rafael del Diamante), з якої почався розвиток міста. Назва була дана на честь віце-короля Ріо-де-ла-Плати Рафаеля де Собремонте, за наказом якого й була зведена фортеця. Одночасно брат Франсіско Іналікан розпочав хрещення місцевих індіанців.
1871 року до міста прибув французький інженер Хуліо Херонімо Бальйофет, якому Сан-Рафаель значною мірою завдячує своїм економічним та урбаністичним розвитком, а особливо своїм архітектурним стилем. За запрошенням Бальйофета до міста прибув Родольфо Іселін, який заснував тут французьку колонію.
Після побудови зрошувальних каналів і вирівнювання полів розпочався швидкий розвиток сільського господарства. У Сан-Рафаель було завезено спеціально техніку, створено експериментальні поля і розпочато роботу з акліматизації різноманітних рослин. У колонії швидко збільшувалося населення, була створена поліція, РАГС, школа, собор і шпиталь. До міста почали прибувати італійські іммігранти.

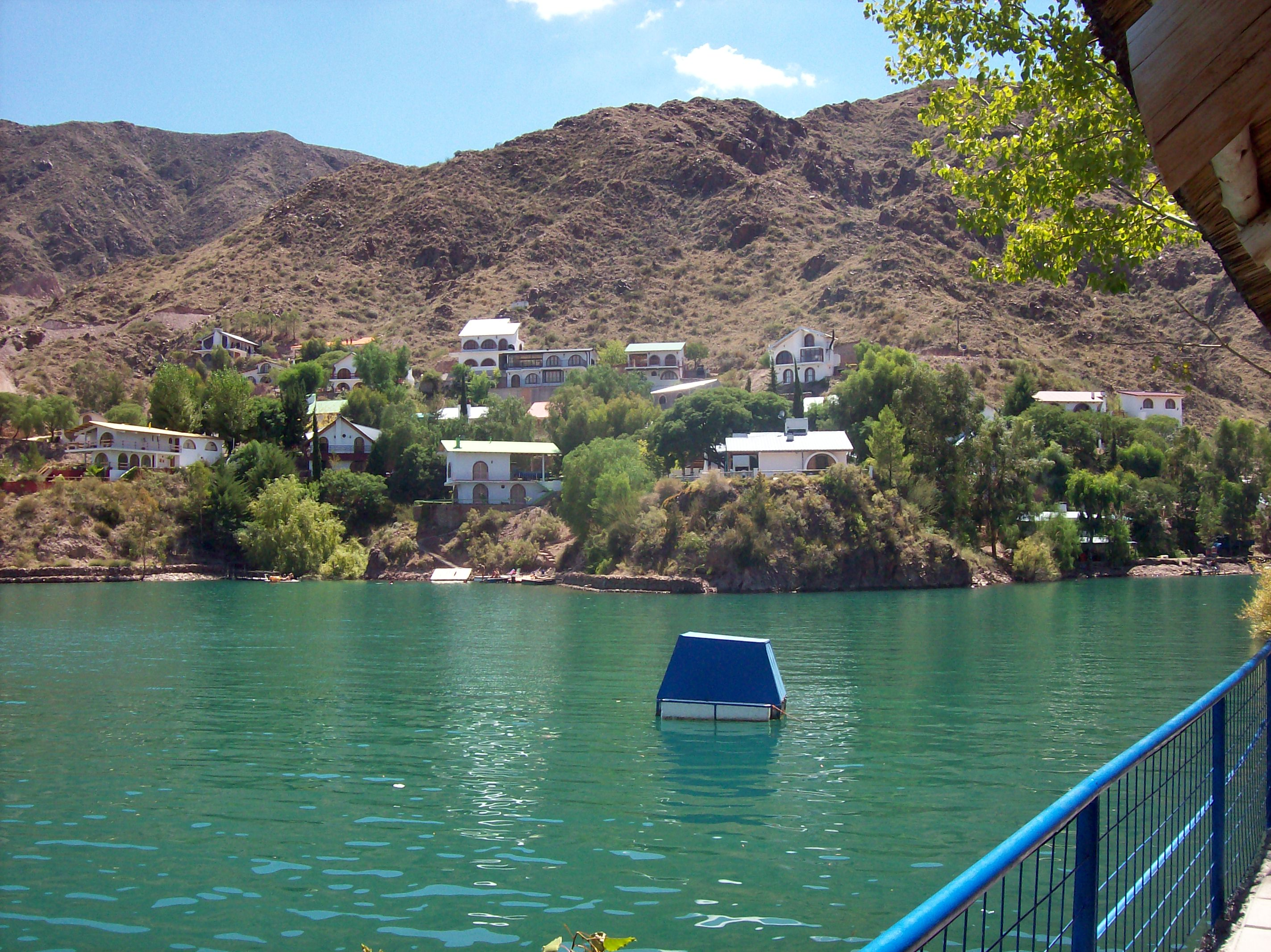
Водосховище Лос-Реюнос

Уряд провінції Мендоса 2 жовтня 1903 року зробив місто центром департаменту і перейменував його на Нуева-Вілья-де-Сан-Рафаель (ісп. Nueva Villa de San Rafael).
8 листопада 1903 року до міста було проведено залізницю, завдяки якій сільське господарство Сан-Рафаеля отримало новий поштовх для розвитку.
1907 року було збудовано муніципалітет Сан-Рафаеля.
25 березня 1911 року міською радою було затверджено герб міста.
7 жовтня 1922 року Сан-Рафаель отримав статус міста.
У 1930-х роках у місті були проведені важливі будівельні і дорожні роботи, які змінили обличчя міста.
1947 року на річці Атуель за 85 км від Сан-Рафаель було споруджено гідроелектростанцію Ель-Ніуїль. 1983 року на річці Діаманте було збудовано гідроелектростанцію Лос-Реюнос (ісп. Los Reyunos).
7-8 січня 2009 року в Сан-Рафаель відбулися 5-й (фініш) і шостий (старт) етапи ралі-рейду «Дакар—2009»

## Клімат
Клімат Сан-Рафаеля помірний, посушливий. Середня річна температура 14,8 °C. Середня річна кількість опадів 250—328 мм. Абсолютний максимум температур за період спостереження з 1961 по 1990 роки 40,3 °C, абсолютний мінімум −8.7 °C.
| Клімат Сан-Рафаеля (1961—1990) | Клімат Сан-Рафаеля (1961—1990) | Клімат Сан-Рафаеля (1961—1990) | Клімат Сан-Рафаеля (1961—1990) | Клімат Сан-Рафаеля (1961—1990) | Клімат Сан-Рафаеля (1961—1990) | Клімат Сан-Рафаеля (1961—1990) | Клімат Сан-Рафаеля (1961—1990) | Клімат Сан-Рафаеля (1961—1990) | Клімат Сан-Рафаеля (1961—1990) | Клімат Сан-Рафаеля (1961—1990) | Клімат Сан-Рафаеля (1961—1990) | Клімат Сан-Рафаеля (1961—1990) | Клімат Сан-Рафаеля (1961—1990) |
| Показник | Січ.                           | Лют.                           | Бер.                           | Квіт.                          | Трав.                          | Черв.                          | Лип.                           | Серп.                          | Вер.                           | Жовт.                          | Лист.                          | Груд.                          | Рік                            |
| Абсолютний максимум, °C | 43,3                           | 40,2                           | 38,0                           | 34,4                           | 33,7                           | 30,6                           | 28,0                           | 32,5                           | 35,0                           | 36,2                           | 39,8                           | 41,5                           | 43,3                           |
| Середній максимум, °C | 30,9                           | 29,6                           | 26,2                           | 22,6                           | 19,1                           | 15,5                           | 15,3                           | 17,6                           | 19,8                           | 23,6                           | 27,0                           | 29,8                           | 23,1                           |
| Середня температура, °C | 23,3                           | 22,0                           | 18,7                           | 14,8                           | 11,0                           | 7,7                            | 7,3                            | 9,3                            | 12,0                           | 16,2                           | 19,5                           | 22,3                           | 15,3                           |
| Середній мінімум, °C | 14,9                           | 14,2                           | 11,9                           | 8,7                            | 4,9                            | 1,8                            | 1,1                            | 2,2                            | 4,6                            | 8,0                            | 11,1                           | 13,7                           | 8,1                            |
| Абсолютний мінімум, °C | 4,7                            | 3,8                            | 0,7                            | −4,3                           | −7,8                           | −7,5                           | −9,7                           | −8,7                           | −3,9                           | −2,4                           | −0,3                           | 1,5                            | −8,7                           |
| Середня кількість сонячних годин на місяць                                                                                                   | 322,4                          | 276,9                          | 244,9                          | 216,0                          | 189,1                          | 153,0                          | 164,3                          | 207,7                          | 198,0                          | 248,0                          | 288,0                          | 316,2                          | 2824,5                         |
| Норма опадів, мм | 52.0                           | 42.5                           | 39.1                           | 20.9                           | 9.0                            | 12.5                           | 10.7                           | 13.7                           | 27.7                           | 24.6                           | 44.0                           | 44.6                           | 341.3                          |
| Днів з опадами | 7                              | 6                              | 5                              | 3                              | 2                              | 3                              | 2                              | 2                              | 4                              | 4                              | 6                              | 7                              | 51                             |
| Вологість повітря, % | 51                             | 55                             | 62                             | 64                             | 64                             | 63                             | 62                             | 55                             | 53                             | 51                             | 51                             | 50                             | 57                             |
| --- | ------------------------------ | ------------------------------ | ------------------------------ | ------------------------------ | ------------------------------ | ------------------------------ | ------------------------------ | ------------------------------ | ------------------------------ | ------------------------------ | ------------------------------ | ------------------------------ | ------------------------------ |
| Джерело: NOAA, Oficina de Riesgo Agropecuario (record highs and lows), Servicio Meteorologico Nacional (precipitation days), UNLP (sun only) |                                |                                |                                |                                |                                |                                |                                |                                |                                |                                |                                |                                |                                |

## Визначні місця
- руїни фортеці
- місцеві виноградники

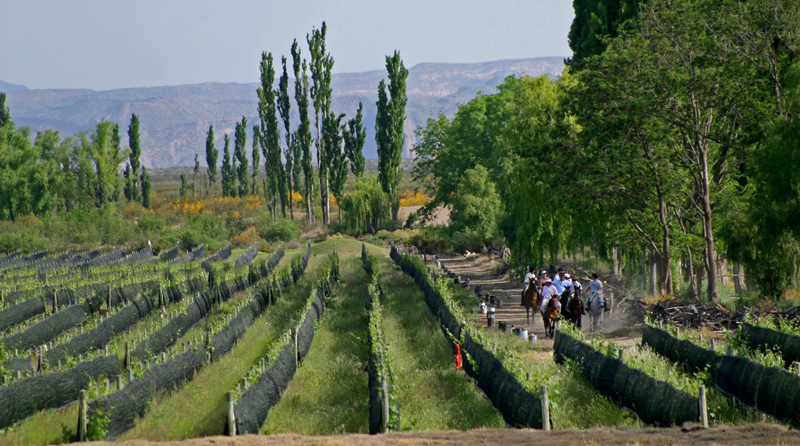
Виноградники

- Автодром «Лас-Паредес» (ісп. Las Paredes Autódromo), на якому з 1968 року регулярно відбуваються кільцеві автоперегони чемпіонату Аргентини.
- каньйон річки Атуель, де регулярно відбуваються спортивні змагання з віндсерфінгу, рафтінгу, каякінгу, велосипедного спорту
- долина річки Діаманте
- Музей у старій залізничній станції, де зберігається локомотив 1903 року, який першим прибув до міста
- неоромантичний кафедральний собор архангела Рафаїла (ісп. Catedral San Rafael Arcángel)
- Музей військової історії
- Амфітеатр (ісп. Teatro Griego) на 10 тисяч глядачів, де відбувається фестиваль збору врожаю винограду й інші вистави
- зоопарк

У місті діє філіал Національного технологічного університету.

## Транспорт

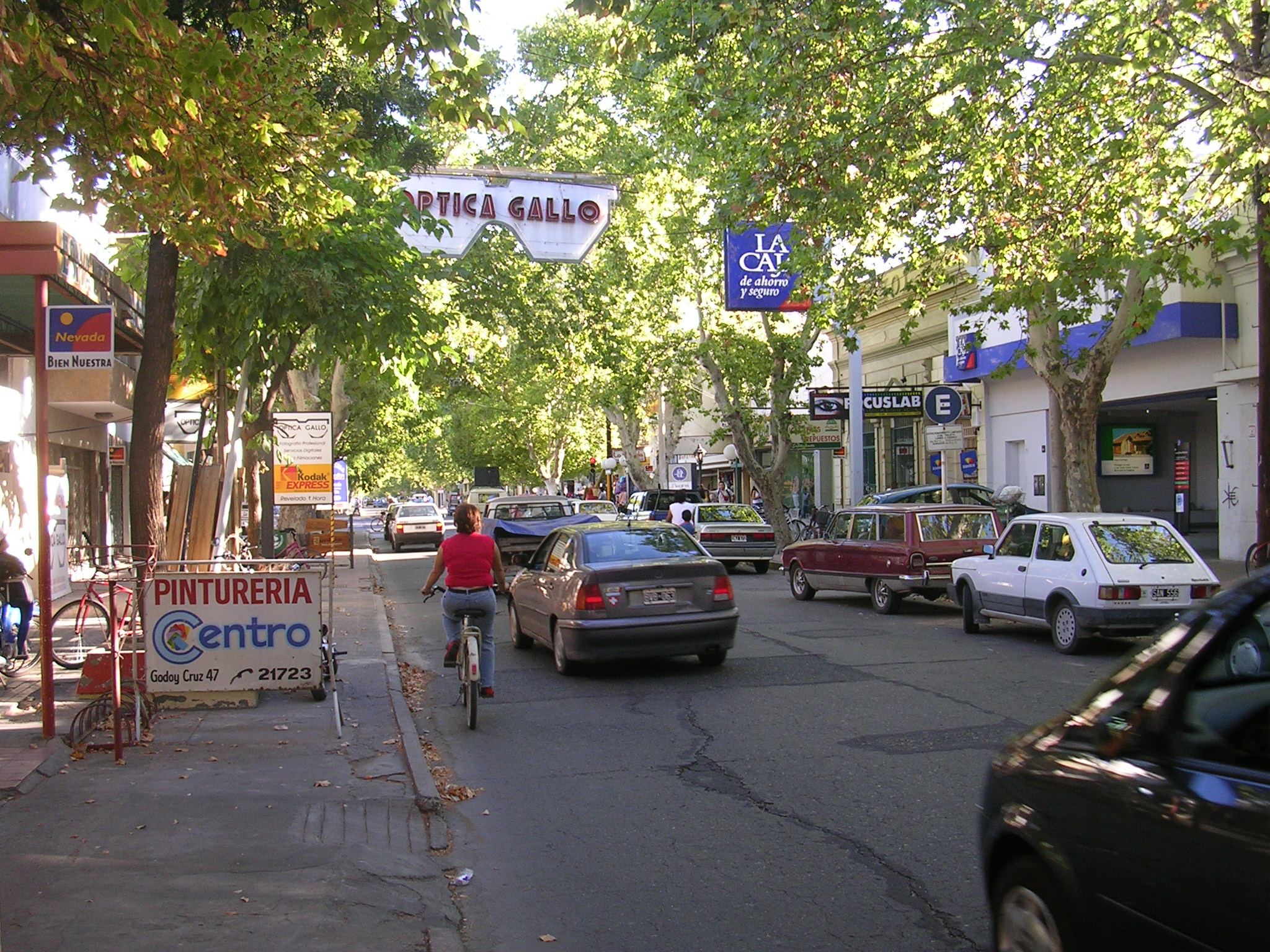
Вулиця міста

Місто Сан-Рафаель має такі шляхи сполучення:
- аеропорт[10]
- автомобільні дороги:
  - національні траси № 143, 1, 14, 146
  - провінційні траси № 144, 160, 173